# De flat
De flat is een Nederlandse film uit 1994 van Ben Verbong met in de hoofdrollen Renée Soutendijk en Victor Löw. 
De film is gebaseerd op een origineel scenario van Jean van de Velde. Het idee was afkomstig van producent Gijs Versluys die deze film al langer in de steigers had staan. Regisseur Ben Verbong wilde de film aanvankelijk Hittegolf noemen, maar zag hiervan af vanwege de regenachtige zomer van 1993. Er kwamen slechts 21.538 bezoekers naar de bioscoop, terwijl de kritiek de film al gekraakt had in de pers.
De themesong van de film is het nummer Love in a heatwave. Deze werd geschreven en gecomponeerd door Patrick Seymour en gezongen door Toni Willé, de voormalig zangeres van Pussycat.

## Verhaal
Huisarts Roos Hartman is na haar scheiding samen met haar zoontje verhuisd naar een nieuwe flat. Als ze er een maand woont wordt haar huishoudster vermoord. Terwijl Roos haar verdenkingen begint te koesteren tegen de andere bewoners in het flatgebouw ontmoet ze Eric. Hij is schrijver van reclameteksten en woont ook in het flatgebouw. Als Roos ziet hoe goed Eric en haar zoontje met elkaar omgaan, begint ze gevoelens voor hem te koesteren. Eric maakt ook werk van haar en Roos begint in hem al een nieuwe man in haar leven te zien. Patiënten en buren lijken echter verdenkingen tegen Eric te koesteren, volgens hen is de schijnbare aardige schrijver in werkelijkheid een kille moordenaar. Om alle geruchten te kunnen ontzenuwen begint Roos haar eigen onderzoek en langzamerhand komt ze erachter dat Eric niet de man is zoals hij zich voordoet..

## Rolverdeling
| Acteur             | Personage           |
| ------------------ | ------------------- |
| Renée Soutendijk   | Roos Hartman        |
| Victor Löw         | Eric Coenen         |
| Hans Hoes          | Jacques Posthuma    |
| Jaimy Siebel       | Davy                |
| Mirjam de Rooij    | Lidy van Oosterom   |
| Leslie de Gruyter  | Hennie van Oosterom |
| Guy Sonnen         | Cees den Boer       |
| Felix Burleson     | Mr. Witbaard        |
| Huib Rooymans      | Erwin Nijkamp       |
| Miguel Stigter     | Marcel van der Kooy |
| Jacques Commandeur | Charles Uffingh     |
| Maud Hempel        | Nel van Lier        |
| Ann Hasekamp       | Mrs. Veenstra       |
| Peter Smits        | Officer             |
| Jaap Maarleveld    | Carel Wijnsma       |
| Harry Dzumhur      | Danser              |
| Jeroen Suyderhoud  | Mr Claessen         |

## Achtergrond
Ben Verbong nam de film in negen weken op in een flat in Scheveningen. De kosten liepen op tweeënhalf miljoen gulden (ca. 1 miljoen euro). Er was kritiek dat de film een kopie zou zijn van de Amerikaans thriller Sliver uit 1993, maar het scenario voor De flat stamde van ver voor die tijd. Het oorspronkelijk scenario van Jean van de Velde werd door Verbong drastisch herschreven. Van de Velde klaagde later in Het Parool van 22 april 2000, dat de regisseur in plaats van een thriller, 'een erotisch vrouwenportret wilde maken, volgens het principe sex sells'. In de oorspronkelijke opzet was Roos Hartman, het hoofdpersonage, geen huisarts maar een accupuncturiste die de man op wie ze verliefd is, moet doden uit zelfbehoud. De liefdesdaad tussen Roos en Eric is daarvoor de perfecte gelegenheid en Van de Velde stelde dat moment in het script steeds uit om de spanning op te voeren. Volgens hem verprutste Verbong de film door al na een half uur een seksscène tussen Roos en Eric in te voegen, waardoor 'de bodem uit de film viel'. Volgens hem was juist de combinatie van het hevige verlangen van Roos naar Eric in combinatie met de moord hetgeen waar het in de film om draaide. In zijn opinie was Roos ook een mooie maar preutse vrouw, maar liet Verbong Renéé Soutendijk transformeren in een sexy geklede dame.

## Prijzen
In april 1995 kreeg de film een Rembrandt in de categorie: 'beste Nederlandse film van het jaar'